# Gewerbepark Regensburg

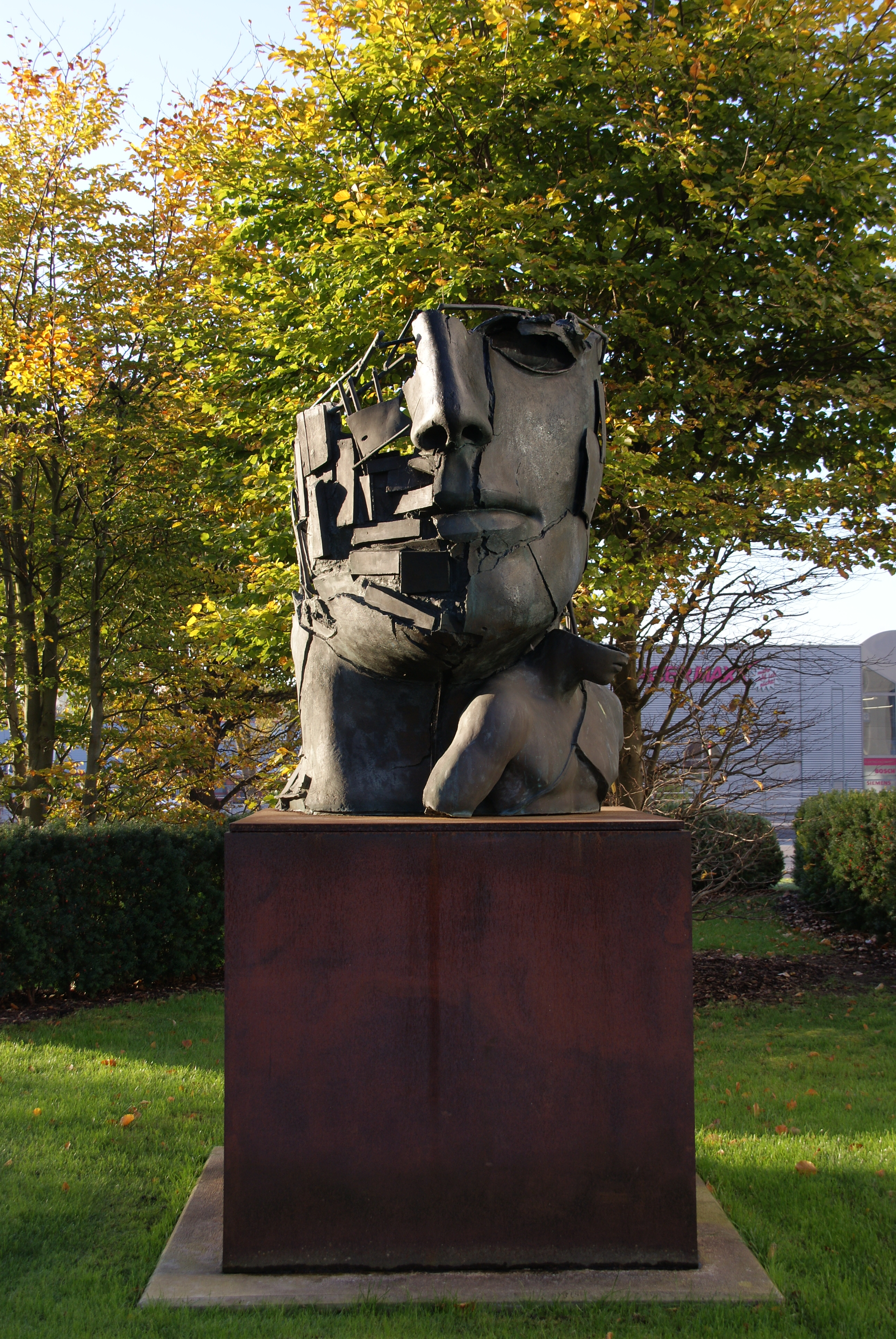
Centurione III, Igor Mitoraj, 1992

Der Gewerbepark Regensburg im Norden Regensburgs wurde in den 1980er Jahren von Johann Vielberth nach einem einheitlichen Konzept errichtet.
Auf dem sogenannten Richtberg-Gelände, einer Industriebrache, wurde ab 1980 der Gewerbepark Regensburg entwickelt. 1982 wurde der erste Gebäudebereich fertiggestellt. Die Ende im Jahr 1987 eröffnete Donauhalle wurde für Veranstaltungen wie  Messen und Konzerte internationaler Rockstars genutzt. Hier handelte es sich um eine privat finanzierte und gemanagte Halle. Im Wettbewerb mit Veranstaltungsplätzen, die kommunal gefördert wurden, konnte diese nicht profitabel betrieben werde, so wurde diese von den Nutzungen her umgewidmet und verschiedenartige Nutzer sind hier als Gewerbemieter eingezogen, unter anderem auch ein großes Geschäft für Polstermöbel.
Heute beherbergt der Gewerbepark in 40 Gebäuden auf einer Grundstücksfläche von 220.000 m² über 300 Unternehmen auf vermietbaren Flächen von 155.000 m². Schwerpunkt bei den Büro- und Handelsflächen bilden die Bereiche Bauen und Einrichten, Gesundheit und Wellness sowie Technologie und Beratung. Der Gewerbepark Regensburg ist Arbeitsplatz für 6.500 Beschäftigte. Den täglich ca. 15.100 Besuchern stehen 3.500 Parkplätze und 1.000 Fahrradabstellplätze zur Verfügung. Auch mit öffentlichen Verkehrsmittel ist der Gewerbepark  angebunden.
Die Gebäude sind in eigens angelegte 60 000 m² Grün- und Wasserflächen eingebettet, wodurch der Name Gewerbepark kreiert wurde.
Die Gewerbeparkidee wurde später deutschlandweit adaptiert und übernommen, wenn auch die Bezeichnung GewerbePark nicht immer wirklich berechtigt war.

## Weblink
- Gewerbepark Regensburg

Koordinaten: 49° 2′ N, 12° 8′ O